# Aloe concinna
Aloe concinna é uma espécie de liliopsida do gênero Aloe, pertencente à família Asphodelaceae.